# Lamontélarié
Lamontélarié è un comune francese di 64 abitanti situato nel dipartimento del Tarn nella regione dell'Occitania.

## Società

### Evoluzione demografica
Abitanti censiti